# Kogutek (osada)
Kogutek – osada w Polsce położona w województwie małopolskim, w powiecie olkuskim, w gminie Olkusz. Leży przy drodze krajowej nr 94.
W latach 1975–1998 miejscowość administracyjnie należała do województwa katowickiego.